# Honda RA301
Honda RA301  — гоночный автомобиль Формулы-1, разработанный конструкторами команды Honda Racing Ёсио Накамура и Сёити Сано. Принимал участие в гонках Чемпионата мира Формулы-1 сезона 1968 года.

## История

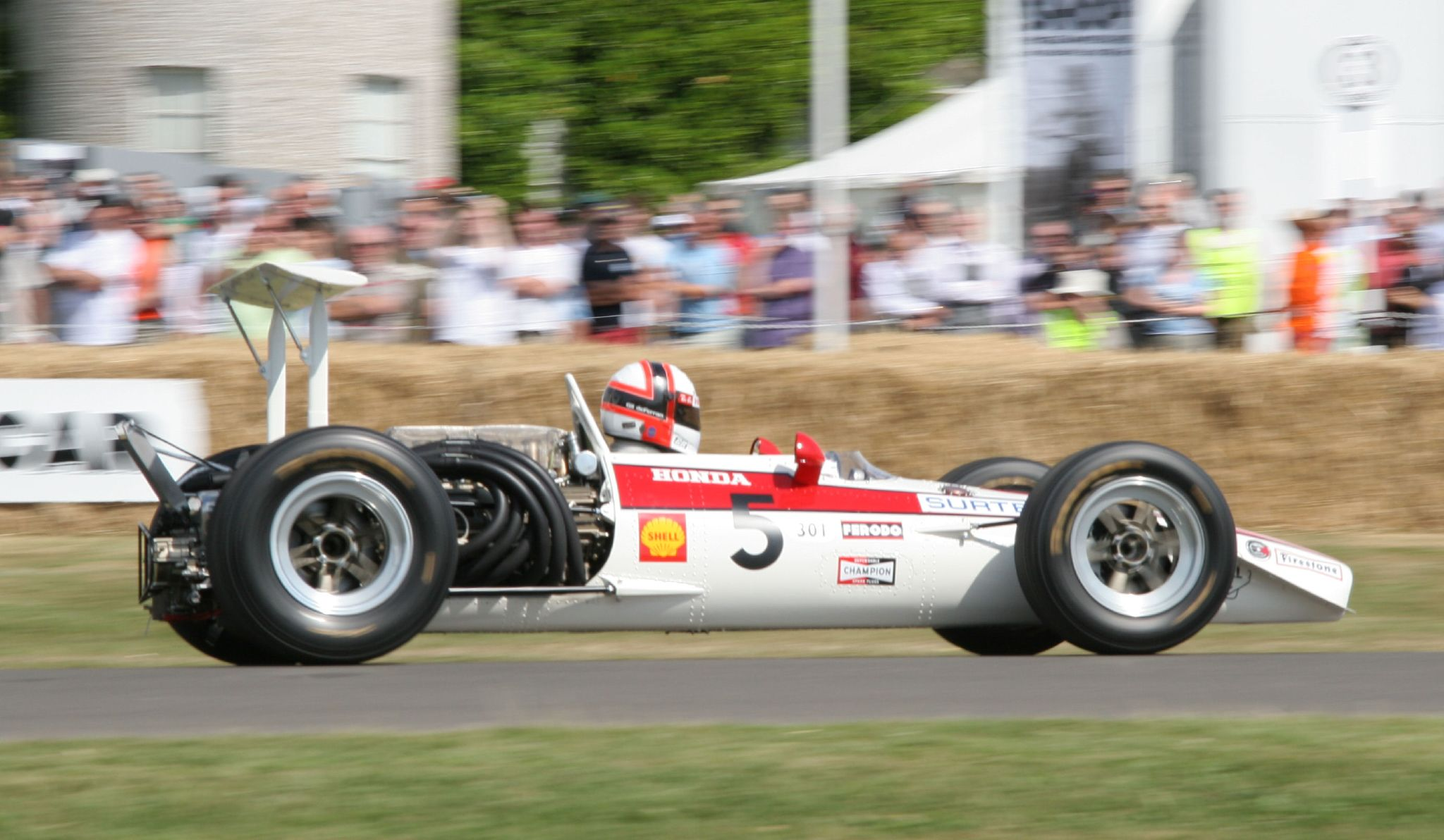
RA301 на фестивале скорости в Гудвуде в 2006 году.

Автомобиль был представлен на втором этапе сезона 1968 года — Гран-при Испании и представлял собой модернизированную версию прошлогодней модели RA300.
По приказу главы компании Honda Соитиро Хонда команда сосредоточилась на работе над новой моделью RA302 с двигателем воздушного охлаждения, которая должна была заменить RA301 и поэтому почти не занималась доводкой шасси и мотора, что отражалось на результатах. Лучшим результатом стало второе место, завоёванное Джоном Сёртисом во Франции. В этой гонке команда запланировала дебют RA302, однако Сёртис отказался его пилотировать по соображениям безопасности. После аварии и гибели заменившего его за рулём RA302 Жо Шлессера, Сёртис гонялся на RA301 до конца сезона.
RA301 стал последним автомобилем команды Honda, выступавшим в гонках Формулы-1, до появления в сезоне 2006 года модели Honda RA106.

## Результаты в гонках
| Год  | Команда      | Двигатель         | Шины | Пилоты  | 1   | 2    | 3    | 4    | 5    | 6   | 7   | 8    | 9    | 10   | 11  | 12   | Место | Очки |
| ---- | ------------ | ----------------- | ---- | ------- | --- | ---- | ---- | ---- | ---- | --- | --- | ---- | ---- | ---- | --- | ---- | ----- | ---- |
| 1968 | Honda Racing | Honda RA301E, V12 | F    |         | ЮАР | ИСП  | МОН  | БЕЛ  | НИД  | ФРА | ВЕЛ | ГЕР  | ИТА  | КАН  | США | МЕК  | 6     | 14   |
| 1968 | Honda Racing | Honda RA301E, V12 | F    | Сёртис  | 8   | Сход | Сход | Сход | Сход | 2   | 5   | Сход | Сход | Сход | 3   | Сход | 6     | 14   |
| 1968 | Honda Racing | Honda RA301E, V12 | F    | Хобс    |     |      |      |      |      |     |     |      | Сход |      |     |      | 6     | 14   |
| 1968 | Honda Racing | Honda RA301E, V12 | F    | Бонниер |     |      |      |      |      |     |     |      |      |      |     | 5    | 6     | 14   |

| Легенда к таблице |                                                                    |
| --- | ------------------------------------------------------------------ |
| В таблице перечислены результаты всех Гран-при Формулы-1, в которых использовался автомобиль. Строками таблицы являются сезоны, столбцами — этапы чемпионата мира. В каждой клетке указаны сокращённое название этапа и результат, дополнительно обозначенный цветом. Расшифровка обозначений и цветов представлена в нижеследующей таблице. |                                                                    |
| \| Пример \| Описание \| \| ------------ \| ------------------------------------------------------------------ \| \| 1 \| Победитель \| \| 2 \| Второе место \| \| 3 \| Третье место \| \| 5 \| Финишировал, заработав очки \| \| Сход \| Не финишировал, но при этом заработал очки \| \| 12 \| Финишировал, не получив очков \| \| НКЛ \| Финишировал, но не попал в финальную классификацию \| \| 15 \| Участвовал вне зачёта, либо по отдельной классификации \| \| 18 \| Не финишировал, но попал в финальную классификацию \| \| Сход \| Не финишировал \| \| НКВ \| Не прошёл квалификацию \| \| НПКВ \| Не прошёл предквалификацию \| \| ДСК \| Дисквалифицирован \| \| ИСК \| Исключён из протокола соревнований \| \| ТТ \| Заявлен для участия только в тренировках \| \| НС \| Участвовал в квалификации, но не стартовал в гонке \| \| Т \| Травмирован или болен \| \| ОТК \| Отказ от участия \| \| НТР \| Прибыл на соревнования, но на трассу не выезжал \| \| НПР \| Был заявлен в числе участников, но не прибыл к началу соревнований \| \| О \| Соревнования отменены \| \| \| Не участвовал \| \| Поул-позиция \| \| \| Быстрый круг \| \| |                                                                    |
| Пример | Описание                                                           |
| 1 | Победитель                                                         |
| 2 | Второе место                                                       |
| 3 | Третье место                                                       |
| 5 | Финишировал, заработав очки                                        |
| Сход | Не финишировал, но при этом заработал очки                         |
| 12 | Финишировал, не получив очков                                      |
| НКЛ | Финишировал, но не попал в финальную классификацию                 |
| 15 | Участвовал вне зачёта, либо по отдельной классификации             |
| 18 | Не финишировал, но попал в финальную классификацию                 |
| Сход | Не финишировал                                                     |
| НКВ | Не прошёл квалификацию                                             |
| НПКВ | Не прошёл предквалификацию                                         |
| ДСК | Дисквалифицирован                                                  |
| ИСК | Исключён из протокола соревнований                                 |
| ТТ | Заявлен для участия только в тренировках                           |
| НС | Участвовал в квалификации, но не стартовал в гонке                 |
| Т | Травмирован или болен                                              |
| ОТК | Отказ от участия                                                   |
| НТР | Прибыл на соревнования, но на трассу не выезжал                    |
| НПР | Был заявлен в числе участников, но не прибыл к началу соревнований |
| О | Соревнования отменены                                              |
| | Не участвовал                                                      |
| Поул-позиция |                                                                    |
| Быстрый круг |                                                                    |